# 浜田警察24時
『浜田警察24時』（はまだけいさつにじゅうよじ）は、読売テレビ（ytv）東京制作局東京制作部が制作、日本テレビ系列において放送されていたバラエティ番組。ハイビジョン制作・字幕放送。

## 放送日
すべてJST
1. 2007年9月27日木曜日21:00 - 22:48「浜田警察24時 アホアホ犯罪撲滅スペシャル!!超豪華27人熱演ドラマ11事件」
2. 2008年4月17日木曜日21:00 - 22:48「浜田警察 緊急出動スペシャル! ～本当にあった男と女のサスペンス劇場～」

## 出演者

### 司会
- 浜田雅功（ダウンタウン）（再現ドラマも兼ねて出演、巡査役）
- 久保純子

### スタジオゲスト
第1回
- 高田延彦
- YOU
- 梨花
- チュートリアル（徳井義実・福田充徳）
- 中川翔子
- 八代英輝
- 田宮榮一
- 西田公昭
- 山崎昭

第2回
- 陣内孝則
- 高木美保
- 東幹久
- 光浦靖子
- 劇団ひとり
- 西川史子
- フットボールアワー（岩尾望・後藤輝基）
- チュートリアル（徳井義実・福田充徳）（クイズコーナーの進行も担当）
- 山本梓
- 八代英輝
- 田宮榮一

### 再現ドラマ出演
第1回
- 東幹久
- 伊藤裕子
- 絵沢萌子
- 岡本信人
- 加勢大周
- 加藤晴彦
- 川村ゆきえ
- 木村祐一
- 京本政樹
- 渋谷飛鳥
- 杉本彩
- 高知東生
- 田山涼成（巡査役）
- 遠山俊也
- 永井大（建設会社・社長役）
- 西沢仁太
- 西村雅彦
- 原日出子
- 藤井隆
- 藤田弓子
- 細川茂樹
- 前田吟
- 矢吹春奈
- 山崎裕太
- 脇知弘
- 渡辺哲
- 放映プロジェクト
- 東京優勝

第2回
- 井本貴史（ライセンス）
- 岡本勝
- 片瀬那奈
- 加藤和樹
- 加藤雅也
- 金子貴俊
- 京本政樹
- 久保晶
- 小林恵美
- 杉本彩
- 高部あい
- 田中要次
- 田山涼成（巡査役）
- 千原せいじ（千原兄弟）
- 夏川純
- 西村雅彦
- 平山あや
- 辺見えみり
- 保阪尚希
- 的場浩司
- 六平直政

## スタッフ
- 製作著作：読売テレビ
- 制作協力：吉本興業
- チーフプロデューサー：武野一起・田中壽一（読売テレビ）
- プロデューサー：西田二郎・岡本浩一（読売テレビ）、宮本稔久（吉本興業）、西田治朋
- AP：山下征志（吉本興業）、若生さとみ（CROSS BRED）
- 広報：丸谷忍（読売テレビ）

### ドラマ部分
- 構成・脚本：山名宏和、村上卓史、長谷川朝二、根本ノンジ、一文無隼人
- プロデューサー：角田正子、相澤幸一
- 演出：大垣一穂、白川士、渋谷英史
- 助監督：岸川正史
- 制作担当：菖浦昌弘
- 制作主任：武田和史
- 記録：田中久美子
- 撮影：金澤賢昌
- VE：舘野晃一
- 照明：青山茂雄
- 音声：関川力央
- 音響効果：原田慎也
- オフライン編集：田辺智久
- ライン編集：綿引裕美
- 美術進行：渡邊眞太郎
- ヘアメイク：山内聖子
- 衣裳：浅田晶子
- スタッフ協力：THE WORKS
- 技術協力：フォーチュン、ザ・チューブ、ブルーフラッグ
- 美術協力：tac

### バラエティ部分
- プロデューサー：今滝陽介
- 演出：並木慶
- ディレクター：加藤伸一、扇山篤司、高畑慎一
- 制作進行：荒巻由希子（ワイズビジョン）
- 技術プロデューサー：深谷高史
- SW：岩田一巳
- カメラ：遠山康之
- 音声：高橋幸則
- VE：瀧本恵司
- 照明：平井治雄
- VTR編集：池田博俊
- MA：植木俊彦
- 音効：磯川浩己
- TK：木下渚
- 美術プロデューサー：永田勝明
- 美術デザイン：楠川浩之
- 美術進行：矢野雄一郎
- スタイリスト：北田あつ子
- メイク：興山洋子
- 技術協力：ニユーテレス、プログレッソ、麻布プラザ、サウンドエフェクト、CRAZY TV、マルチバックス
- 美術協力：フジアール
- スタッフ協力：BACK-UP MEDIA、クロスブリード